# Strobilurus esculentus
Collybie comestible, Collybie des cônes d'épicéa
Espèce
Strobilurus esculentus, la Collybie comestible, est une espèce de la famille des Physalacriaceae.

## Systématique
Le nom scientifique complet (avec auteur) de ce taxon est Strobilurus esculentus (Wulfen) Singer.
L'espèce a été initialement classée dans le genre Agaricus sous le basionyme Agaricus esculentus Wulfen.

### Synonymes
Strobilurus esculentus a pour synonymes :
- Agaricus dubius Pers.
- Agaricus esculentus Wulfen
- Agaricus esculentus var. aquilus Fr.
- Agaricus esculentus var. dubius Fr.
- Agaricus esculentus var. vernalis Alb. & Schwein.
- Collybia esculenta (Wulfen) P.Kumm.
- Marasmius conigenus (Fr.) J.Favre
- Marasmius conigenus subsp. esculentus (Wulfen) J.Favre
- Marasmius esculentus (Wulfen) P.Karst.
- Marasmius esculentus subsp. esculentus
- Marasmius esculentus subsp. typicus Sing.
- Marasmius tenacellus subsp. esculentus (Wulfen) Konrad & Maubl.
- Mycena esculenta (Wulfen) Zawadzki
- Pseudohiatula conigena var. esculenta (Wulfen) M.M.Moser
- Pseudohiatula esculenta (Wulfen) Singer
- Pseudohiatula esculenta subsp. typica Sing.
- Strobilurus esculentus var. griseus Anon.
- Strobilurus esculentus var. griseus Métrod
- Strobilurus esculentus var. pseudotsugae J.Aug.Schmitt

### Noms vulgaires et vernaculaires
Ce taxon porte en français les noms vernaculaires ou normalisés suivants : Collybie des cônes d'épicéa, collybie des cônes d'épicéa.

## Galerie

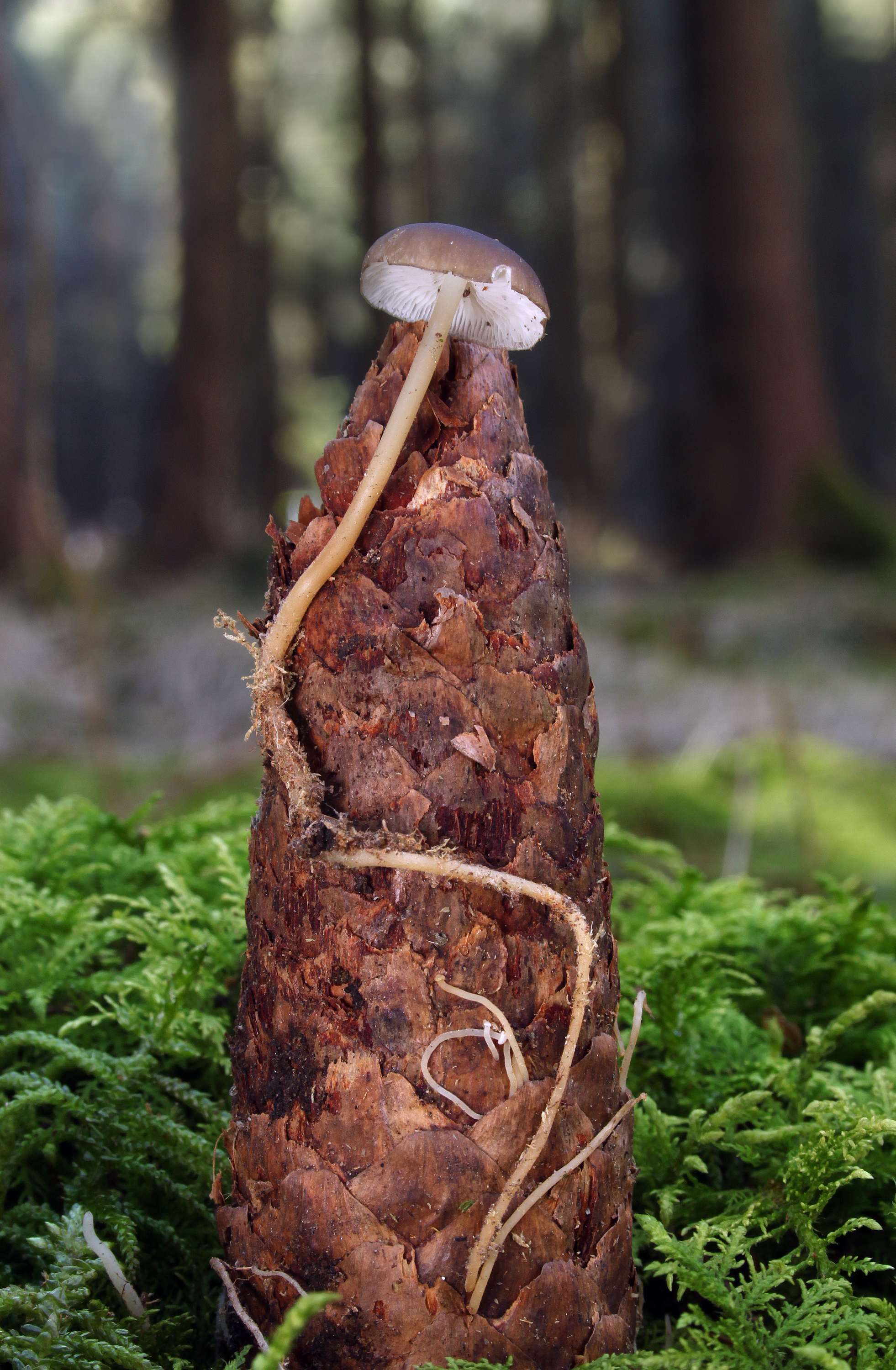
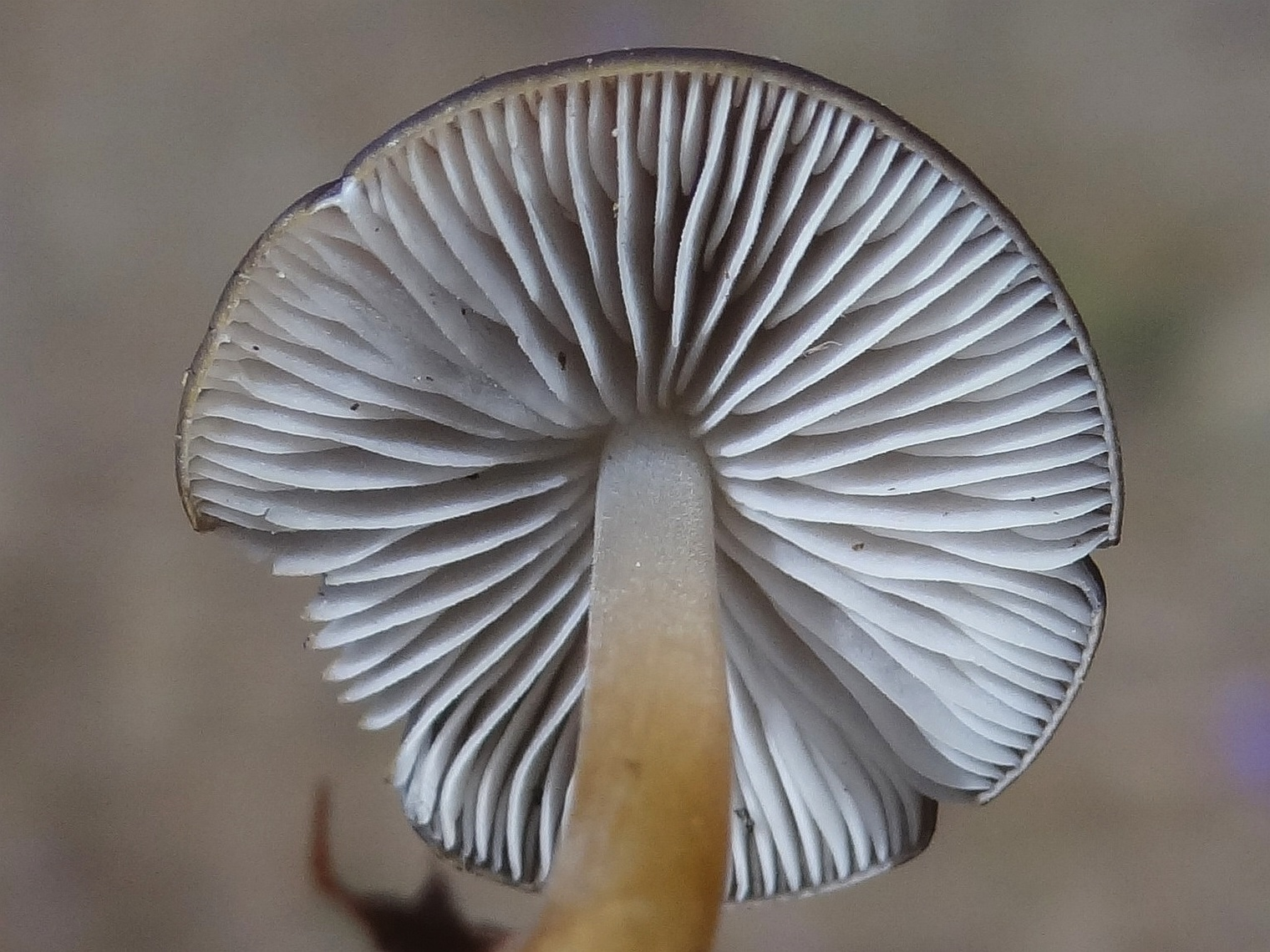
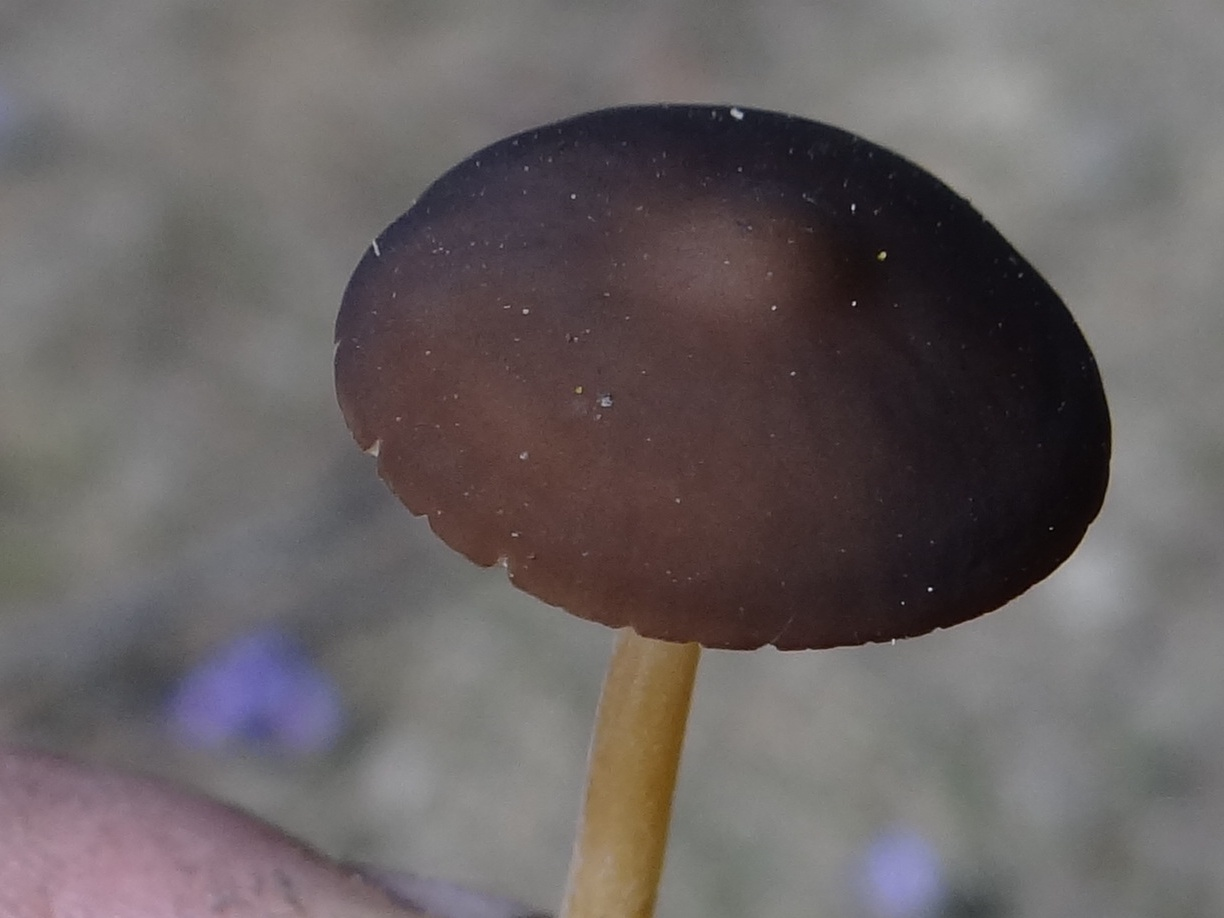
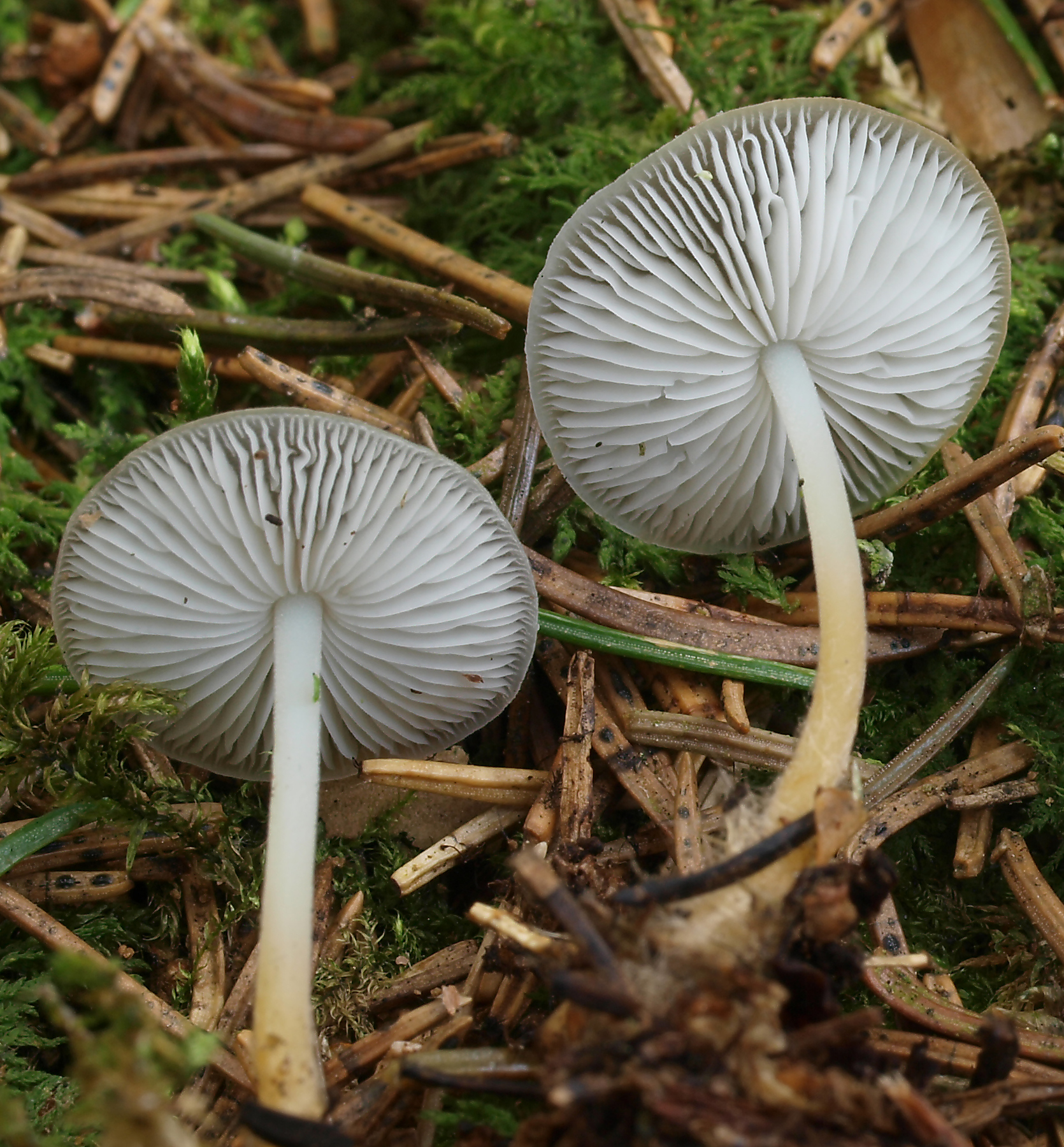
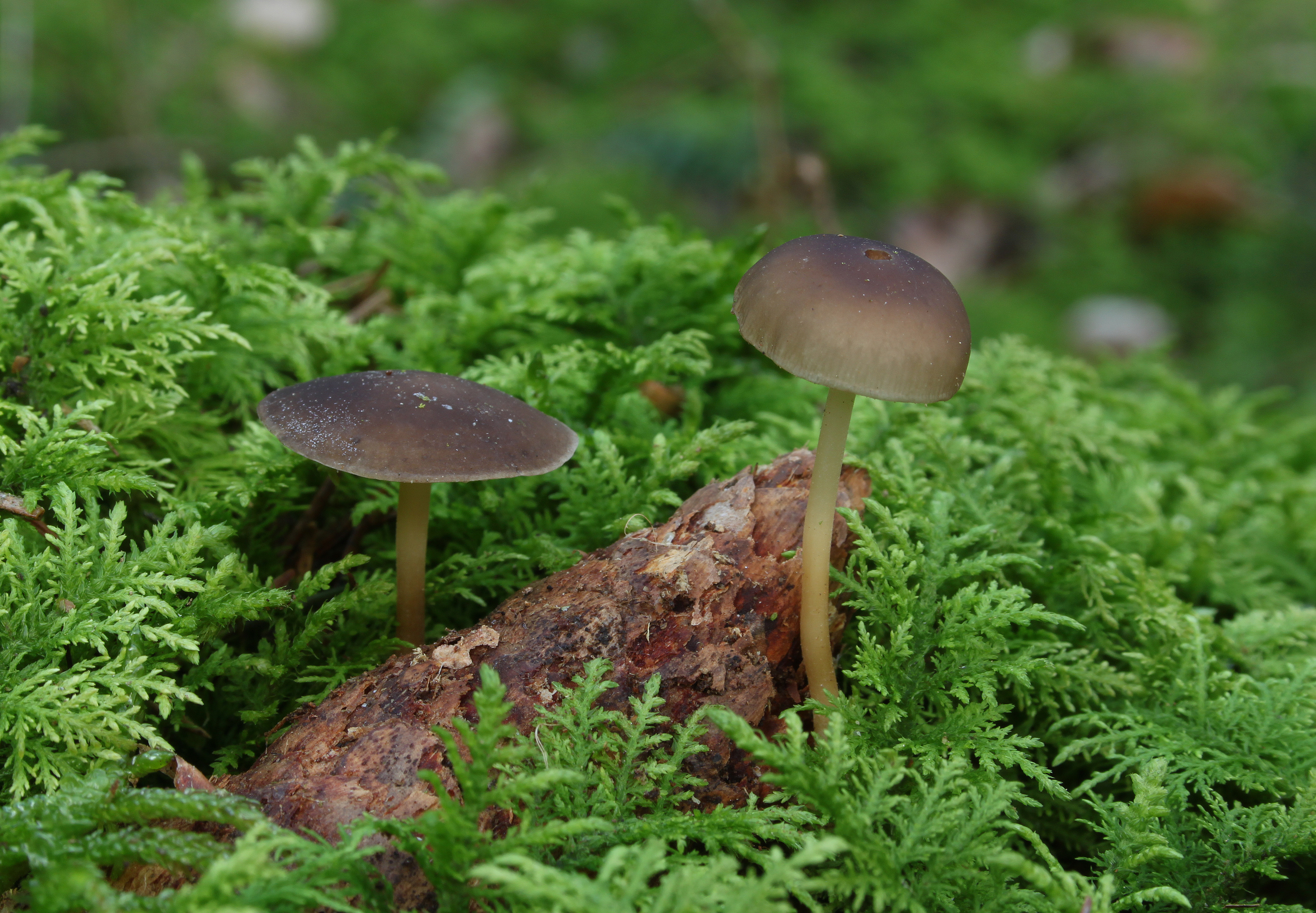
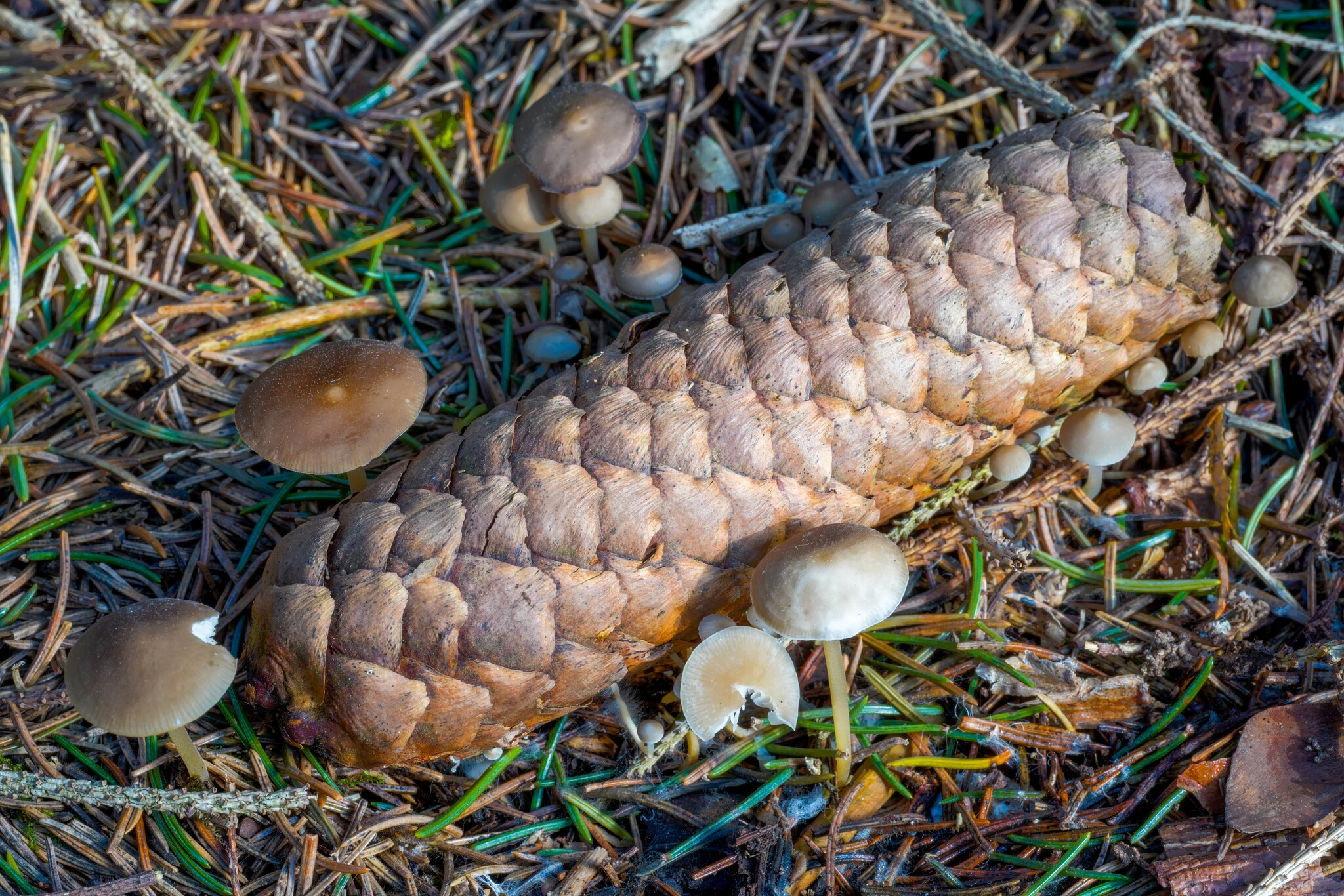
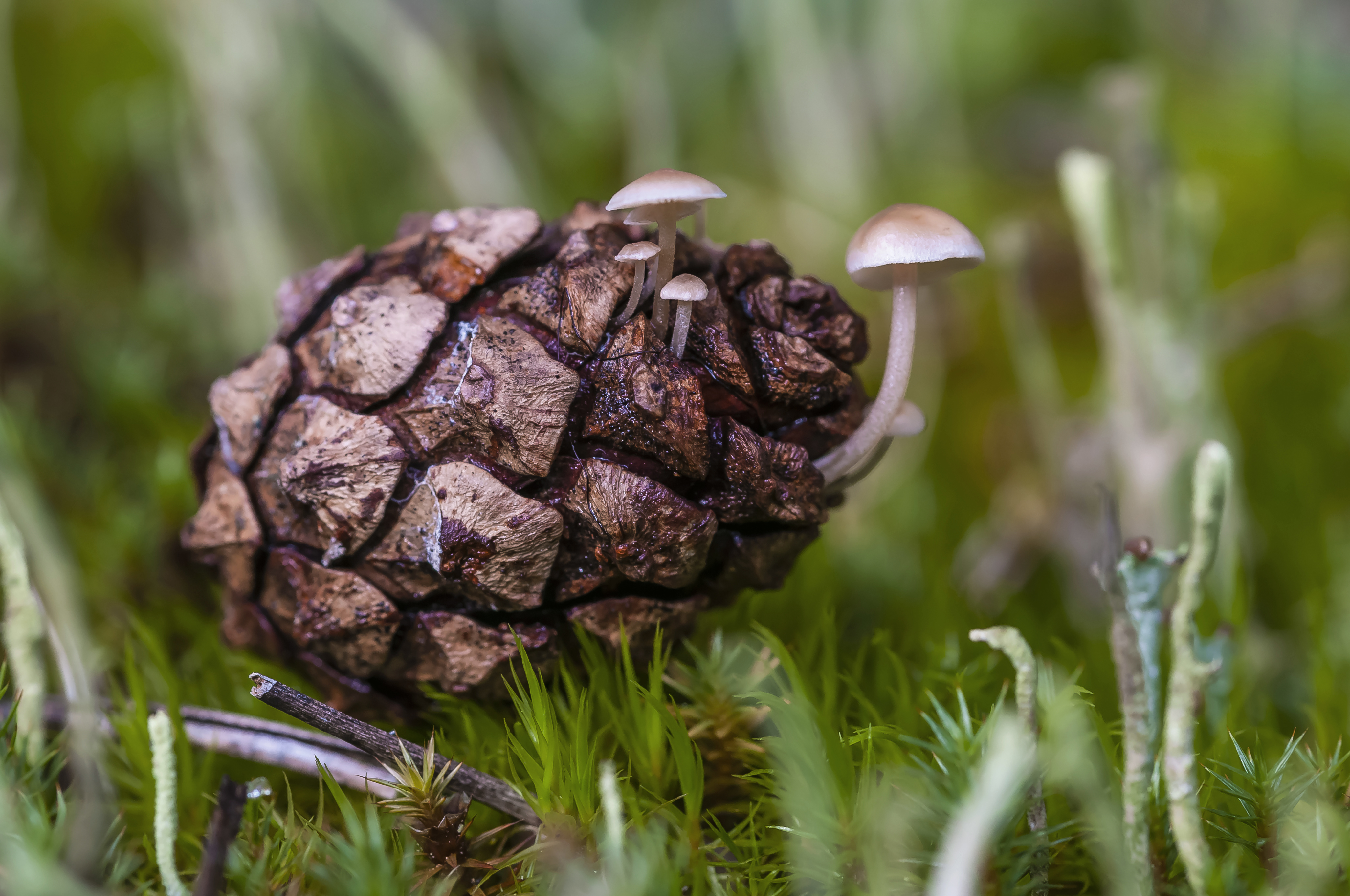
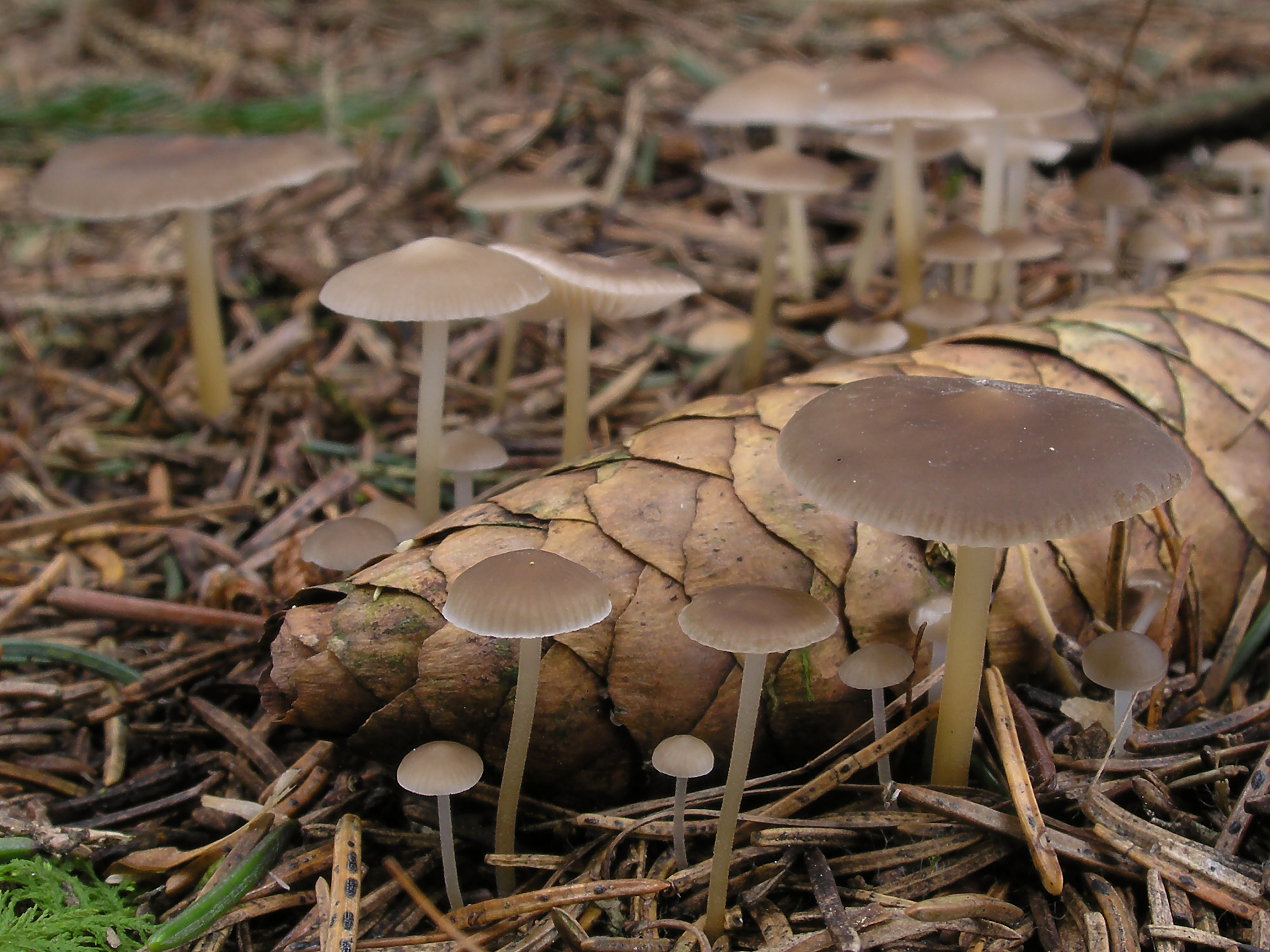
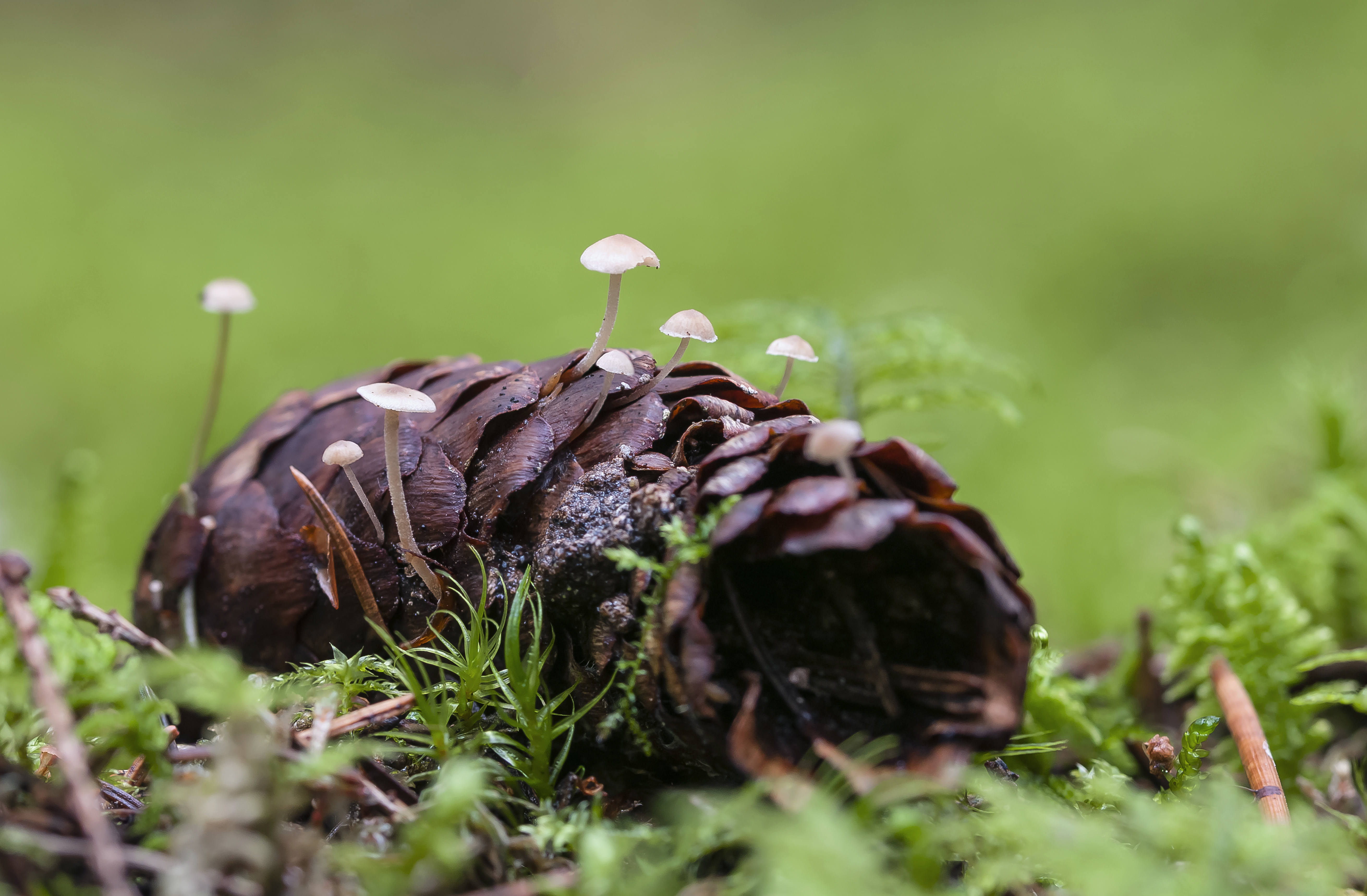
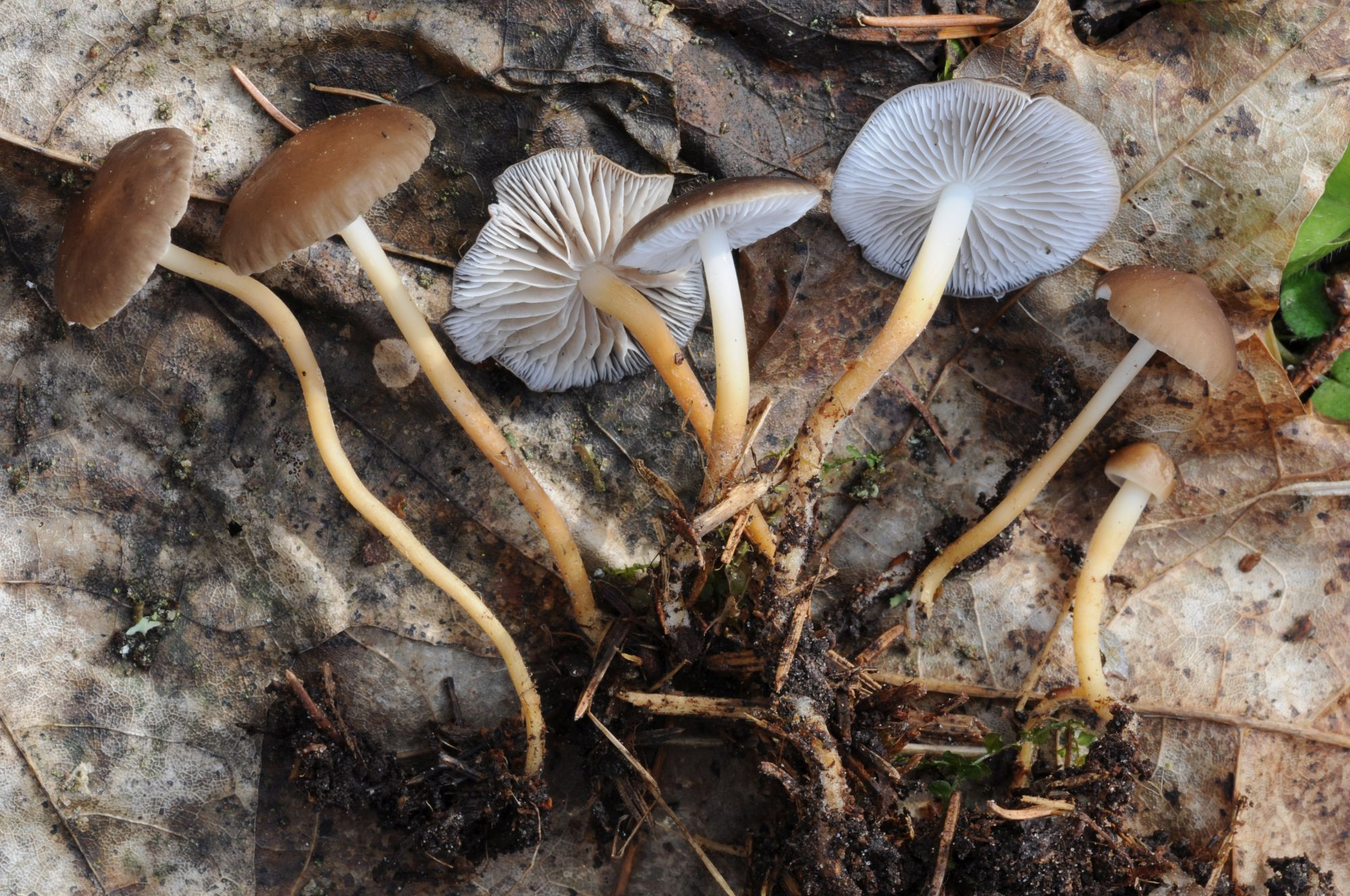